# ミハエル・アッシュバッハー
ミハエル・ジョージ・アッシュバッハー（Michael Geroge Aschbacher、1944年4月8日 - ）は、有限群の関する業績で著名なアメリカ合衆国の数学者である。アッシュバッハーは1970年代と80年代になされた有限単純群の分類の完成における指導的な人物だった。後に、準薄群の場合が終了しておらず、分類が不完全であることが判明した。このギャップは2004年に、アッシュバッハーとスティーブン・D・スミス (Stephen D. Smith) により合計で1300ページほどになる1対の書籍により埋められた。アッシュバッハーは現在カリフォルニア工科大学の数学科のShaler Arthur Hanisch Professorを務めている。

## 教育と経歴
アッシュバッハーは1966年にカリフォルニア工科大学で学士号を、1969年にウィスコンシン大学マディソン校で博士号を取得した。1970年にカリフォルニア工科大学の教員に加わり、1976年に正教授になった。1978年から79年は、プリンストン高等研究所の招待研究者だった。1980年にコール賞を受賞し、1990年に米国科学アカデミーの会員に選出された。1992年、アッシュバッハーはアメリカ芸術科学アカデミーのフェローに選出された。2011年、スウェーデン王立科学アカデミーから数学に対するショック賞が授与された。2012年、スティール賞研究論文部門とウルフ賞数学部門を受賞し、アメリカ数学会のフェローになった。

## 有限単純群の分類
1973年、アッシュバッハーは有限単純群の分類における主役となった。アッシュバッハーは自身を伝統的な群論の世界におけるアウトサイダーと考え、「その時点でシステムに接続」していないと主張した 。アッシュバッハーはその分野の専門家の間で共有されていた様々なプレプリントを入手していたが、すでに他の研究者により発見されていた多くの証明を自ら再現し、それらを初期の論文で発表した。アッシュバッハーはポストドクターの時有限単純群にのみ興味を持つようになった。そして、組み合わせ論に関する学位論文を執筆し、有限単純群の初期の研究に貢献するために組み合わせ論で発展した多くのテクニックを活用することができ、研究者のコミュニティを驚かせた。特に、有限単純群の分類の別の指導者であるダニエル・ゴーレンシュタインは、アッシュバッハーの登場は「劇的」だったと言った。
実際、アッシュバッハーの結果を出すペースは驚異的であり、他の多くの数学者は有限単純群の分類の研究分野を去り、他の問題を追究することに決めた。アッシュバッハーはあいついで主要な結果を証明し、オランダの学会で進捗を発表した時、数学者は、問題はほぼ解決したと納得した。この会議は、問題に対するターニングポイントとなり、多くの数学者(特に、この分野の比較的新参である者)は、別の問題を追究することに決めた
。
しかし、アッシュバッハーのこの分野での登場は、困難ももたらした。アッシュバッハーの論文は、大変読みにくかった。証明は、非常に洗練された数え上げの論点の説明が欠落しているとコメントする者もいた。証明は長かったため、より一層他の数学者が理解するのは困難なものとなった。共著者でさえ、自身の論文を読解するのに骨を折った。その時以来、研究者はもはや論文を独立した文書としてではなく、むしろ著者の背景の理解を必要とするものとして読むようになった。結果として、分類問題における誤りを見つける責任は、査読者個人だけでなくむしろ研究者コミュニティ全体が背負うことになった。アッシュバッハーのこの証明は、能力の欠如によるのではなく、むしろアッシュバッハーの考案したアイデアの驚くべき複雑さにより、読むのが困難であった
。

## 書籍
- Finite group theory ISBN 0-521-78675-4
- Sporadic groups ISBN 0-521-42049-0
- 3-Transposition groups ISBN 0-521-57196-0
- The finite simple groups and their classification ISBN 0-300-02449-5
- Overgroups of Sylow subgroups in sporadic groups ISBN 0-8218-2344-2
- Aschbacher, Michael; Smith, Stephen D. (2004), The classification of quasithin groups. I Structure of Strongly Quasithin K-groups, Mathematical Surveys and Monographs, 111, Providence, R.I.: American Mathematical Society, ISBN 978-0-8218-3410-7, MR2097623
- Aschbacher, Michael; Smith, Stephen D. (2004b), The classification of quasithin groups. II Main theorems: the classification of simple QTKE-groups., Mathematical Surveys and Monographs, 112, Providence, R.I.: American Mathematical Society, ISBN 978-0-8218-3411-4, MR2097624
- Solomon, Ronald (2006), “Review of The classification of quasithin groups. I, II by Aschbacher and Smith”, Bulletin of the American Mathematical Society 43:  115–121, doi:10.1090/s0273-0979-05-01071-2